# Der alte und der junge König
Der alte und der junge König ist ein deutscher Historienfilm von Hans Steinhoff aus dem Jahre 1935. Im weiteren Sinn gehört der Film zu den so genannten Fridericus-Rex-Filmen um die Person des preußischen Königs Friedrich II. Obwohl vordergründig ein Drama um den Konflikt zwischen Vater und Sohn ist das Werk ein NS-Propagandafilm, der vor allem das Führerprinzip vermitteln möchte. Der Film wurde von der alliierten Militärregierung verboten, nach der Gründung der Bundesrepublik Deutschland aber nicht als Vorbehaltsfilm eingestuft.

## Handlung
Potsdam, Zeit des Soldatenkönigs Friedrich Wilhelm I. Während die königliche Familie am Frühstückstisch sitzt, verliert der unentschuldigt fehlende Kronprinz Friedrich, genannt Fritz, am Spieltisch so viel Geld, dass er Schuldscheine unterschreiben muss. Beim morgendlichen Appell des Grenadierregiments erscheint der Kronprinz verspätet und in unordentlichem Zustand, was seinen Vater in Rage bringt. Der König möchte seinen Sohn auf die künftige Rolle als Herrscher vorbereiten und sieht dessen intensive Beschäftigung mit der für das Regieren wenig nutzbringenden Musik und Literatur mit großem Missfallen. Er ermahnt ihn deshalb mehrfach energisch, sich mit den Staatsgeschäften zu befassen und wirft ihm Ungehorsam gegen Vater, Land und Gott vor.
Fritz, der aus Trotz umso mehr an Musik und Literatur festhält, ist seinerseits über die strenge Behandlung durch seinen Vater erbost und fasst den Plan, über Frankreich nach England zur Familie seiner Mutter zu fliehen. Bei diesem Vorhaben soll ihm sein Freund Katte helfen, doch der dem Soldatenethos verpflichtete Leutnant lehnt zunächst ab. Der Vater-Sohn-Konflikt spitzt sich weiter zu, als Fritz aus Furcht eine geringere Spielschuld angibt als jene, die der König zuvor bereits beglichen hatte. Zur Strafe wird der Kronprinz, den der König nunmehr auch noch als Lügner und Feigling beschimpft, unter Arrest gestellt. In der Kaserne soll er weder sein geliebtes Flötenspiel praktizieren noch französische Literatur lesen dürfen.
In der Nacht kehrt der König früher als üblich aus dem Tabakskollegium zurück und überrascht den Kronprinzen zusammen mit seiner Schwester Wilhelmine beim Flötenspiel im Musikzimmer. Der ebenfalls anwesende Katte kann sich gerade noch rechtzeitig verstecken. In dieser Situation eskaliert der Konflikt zwischen Vater und Sohn. Der König wirft Fritz’ Bücher, Noten und auch die Flöte ins Kaminfeuer, züchtigt seinen Sohn und ordnet außer sich vor Wut an, der Kronprinz müsse fortan streng bewacht werden und ihn deshalb auf eine Reise nach Süddeutschland begleiten. Fritz, mehr denn je zur Flucht entschlossen, kann nach diesem Vorfall auf Kattes Unterstützung zählen.
Doch die Flucht misslingt: Sowohl der Kronprinz als auch Leutnant Katte werden vom Kriegsgericht Küstrin zu Festungshaft verurteilt. Allerdings ändert der König das Urteil gegen Katte eigenmächtig in eine Todesstrafe ab, um Fritz’ Widerstand endgültig zu brechen. Da sich Katte mannhaft in sein Schicksal fügt, lässt er ihm nach der Urteilsvollstreckung eine Ehrensalve geben. Der Kronprinz unterwirft sich daraufhin dem König und wird auf eine Domänenkammer versetzt, wo er die tägliche Arbeit seiner zukünftigen Untertanen kennenlernen soll. Bei einem Besuch des Königs zeigt sich, dass Friedrich II. die Härte gegen ihn im Nachhinein als für seine Aufgabe als angehender Monarch notwendig anerkennt, das Verhältnis zwischen Vater und Sohn aber zur Enttäuschung des Königs weiterhin kühl und distanziert bleibt. Fritz, der sich inzwischen charakterlich bewährt hat, erhält aus Dankbarkeit für seinen Gehorsam und um einen eigenen Haushalt führen zu können, die Herrschaft Rheinsberg, wo er auch seinen künstlerischen Neigungen wieder nachgehen kann.
Kurz vor dem Tod des Königs kommt es zwischen Vater und Sohn doch noch zur Annäherung: Friedrich Wilhelm I. bedauert, dass er derart streng gegen Friedrich II. sein musste, versichert ihm aber, dass dies alles aus väterlicher Liebe geschehen sei; letzterer spricht den König hingegen von aller Schuld frei. Der König verabschiedet sich daraufhin gerührt und beinahe zärtlich von seinem Sohn und flüstert ihm die Worte „Mach Preußen groß!“ zu.

## Auszeichnungen
Die Filmprüfstelle gab dem Film die Prädikate „staatspolitisch und künstlerisch besonders wertvoll“ sowie „volksbildend“.

## Produktion
Der alte und der junge König wurde von der Deka-Film GmbH produziert, einer Gesellschaft, die bis dahin nicht in Erscheinung getreten war und bis 1945 nur rund ein Dutzend weiterer, heute wenig bekannter Filme verantwortete. Das Drehbuch zum Film schrieben der Lyriker Rolf Lauckner und die Autorin Thea von Harbou. Gedreht wurde vom 22. Oktober 1934 bis Anfang Januar 1935 im Tobis-Atelier in Berlin-Grunewald. Zur Uraufführung kam der Film am 29. Januar 1935 in Stuttgart und am 5. Februar 1935 im Ufa-Palast am Zoo in Berlin.

## Rezeption
Der Film wurde im Erscheinungsjahr positiv aufgenommen. Der Völkische Beobachter vom 7. Februar 1935 schrieb: „Das ist ein Film. Der deutsche Film. Endlich. Ein gewaltiges Werk schöpferischer Gestaltungskraft […] Überragend Emil Jannings […] Zum Schluss brandete ungeheurer Beifall auf. Er galt einer großartigen Leistung“.
Im Angriff hieß es: „Der preußische Geist hat Deutschland einen Film geschenkt, der das einstige hurra-patriotische Zelluloid für immer zum Kehrricht fegen wird. In ihm sieht man den heroischen Marsch Preußens durch die Jahrhunderte“.

## Kritik
Bei der Wiederaufführung kam es Ende der 1950er, Anfang der 1960er Jahre zu teils stark ablehnenden Reaktionen in der Presse:

„Der Film ist vollgestopft mit nazistischer Ideologie, und doch benutzt er dazu nicht willkürlich die preußische Legende vom Ungehorsam und von der Folgsamkeit des Kronprinzen Friedrich. Selbst ohne die aktuellen Ausschmückungen der Ära Goebbels verrät der Film eine fatale Affinität von dekadentem Preußentum und Faschismus“

„Dass es sich bei dem 1935 gedrehten Film Der alte und der junge König […] um nationalsozialistischen Anschauungsunterricht handelte, steht außer Frage; darüber täuscht auch das Vorwort des Donau-Verleihs nicht hinweg, welcher vermeint, »einen Film über eine Epoche der deutschen Geschichte (zu zeigen), die heute jenseits des Für und Wider liegt«“

Eher unkritisch sah der Katholische Filmdienst die Wiederaufführung:

„Für die alte Generation ein elegisches Wiedersehen, für die junge ein Anlaß betroffen-ehrfürchtigen Staunens“

Die derzeit gültige Kommentierung steht der Produktion deutlich kritischer gegenüber:

„Der historische Vater-Sohn-Konflikt zwischen Friedrich Wilhelm I. und seinem Sohn, als ‚staatspolitisch wertvoller‘ Beitrag zur Ideologie des NS-Regimes aufbereitet. Auch die darstellerischen Leistungen können die bedenkliche Tendenz des Buches und der Regie nicht verdecken.“

Reclams Filmführer sah in dem Film ein „typisches Beispiel dafür, wie ein historisches Thema für die Propaganda ausgenutzt wird“, indem der Kronprinz sich dem Willen des Königs beugte und nur so zu Friedrich dem Großen werden konnte:

„Und diese Haltung, das macht der Film überdeutlich, dient letztlich auch dem Staat und dem Volk.“

Herbert Holba mutmaßte 1979 in einer Broschüre über Emil Jannings, die Darstellung des Kronprinzen Friedrich sei von der offiziellen Darstellung des Röhm-Putsches beeinflusst gewesen, zumal Friedrich ebenso wie Röhm als homosexuell galt:

„Man suchte nach einer Entschuldigung, die jedoch gleichzeitig Drohung sein sollte.“

## Trivia
- 1980 wurde der Stoff als Der Thronfolger - Die harten Jugendjahre von Friedrich dem Großen von Preußen mit Günter Strack als Soldatenkönig ein weiteres Mal verfilmt.